# Jamal Mirzaei
Jamal Mirzaei (in persiano جمال میرزایی‎; 21 settembre 1985) è un lottatore iraniano, specializzato nella lotta libera. Ha vinto la medaglia d'oro nel torneo degli 84 chilogrammi ai Giochi asiatici di Canton 2010.

## Palmarès
| Anno | Manifestazione  | Sede          | Evento | Risultato | Note |
| ---- | --------------- | ------------- | ------ | --------- | ---- |
| 2005 | Asiatici junior | Isola di Jeju | 74 kg  | Oro       |      |
| 2005 | Mondiali junior | Vilnius       | 74 kg  | 5º        |      |
| 2009 | Mondiali        | Herning       | 84 kg  | 21º       |      |
| 2010 | Giochi asiatici | Canton        | 97 kg  | Oro       |      |
| 2013 | Universiade     | Kazan'        | 96 kg  | 14º       |      |